# Гозлиці
Гозлиці (пол. Goźlice) — село в Польщі, у гміні Клімонтув Сандомирського повіту Свентокшиського воєводства.
Населення — 337 осіб (2011).
У 1975-1998 роках село належало до Тарнобжезького воєводства.

## Демографія
Демографічна структура на день 31 березня 2011 року:
|          | Загалом | Допрацездатний вік | Працездатний вік | Постпрацездатний вік |
| -------- | ------- | ------------------ | ---------------- | -------------------- |
| Чоловіки | 174     | 28                 | 117              | 29                   |
| Жінки    | 163     | 25                 | 92               | 46                   |
| Разом    | 337     | 53                 | 209              | 75                   |